# إدوارد إي. كروس
إدوارد إي. كروس (بالإنجليزية: Edward E. Cross)‏ هو عسكري أمريكي، ولد في 22 أبريل 1832 في لانكاستر في الولايات المتحدة، وتوفي في 3 يوليو 1863 في جيتيسبيرغ في الولايات المتحدة.